# ジョーダン・ヘンリケス・ロバーツ
ジョーダン・ヘンリケス・ロバーツ (Jordan Henriquez-Roberts, 1989年8月29日 - ) は、アメリカ合衆国出身のバスケットボール選手。横浜ビー・コルセアーズ所属。

## プロとしての経歴
ポート・チェスター高校、カンザス州立大学でプレイ後、2013年のNBAドラフトでは指名されず、ヒューストン・ロケッツに加わりサマーリーグに参加した。2013年8月5日、ロケッツと契約するが、10月4日に契約解除となる。11月にリオグランデバレー・バイパーズがアフィリエイトプレーヤーとして獲得した。
2014年7月、ニューヨーク・ニックスに加わりサマーリーグに参加。8月22日にフィンランドのカタヤと契約する。
その後ドイツのサイエンスシティ・イェーナに加入。2015年9月、横浜ビー・コルセアーズに加入。